# Alta Ribagorza
La Alta Ribagorza (oficialmente en catalán, Alta Ribagorça) es una comarca española, situada en la provincia de Lérida, Cataluña. Limita con el Valle de Arán al norte, el Pallars Sobirá al este, el Pallars Jussá al sur y con la comarca aragonesa de Ribagorza al oeste.
Está vertebrada por los ríos Noguera Ribagorzana y ortas y Lago de San Mauricio.
Su cima más alta es el Comaloformo (3030 metros de altitud), en el macizo del Besiberri.
En el Valle de Bohí se encuentran las iglesias románicas del siglo XII, declaradas Patrimonio de la Humanidad por la Unesco en el año 2000. 
En la división provincial de 1833 de Javier de Burgos, quedó encuadrada en la provincia de Lérida. En la división comarcal establecida por la Generalidad de Cataluña en 1936 fue incluida en la comarca del Pallars Jussá. Finalmente, la comarca de Alta Ribagorza fue creada con la nueva división comarcal establecida en 1987.

## Geografía

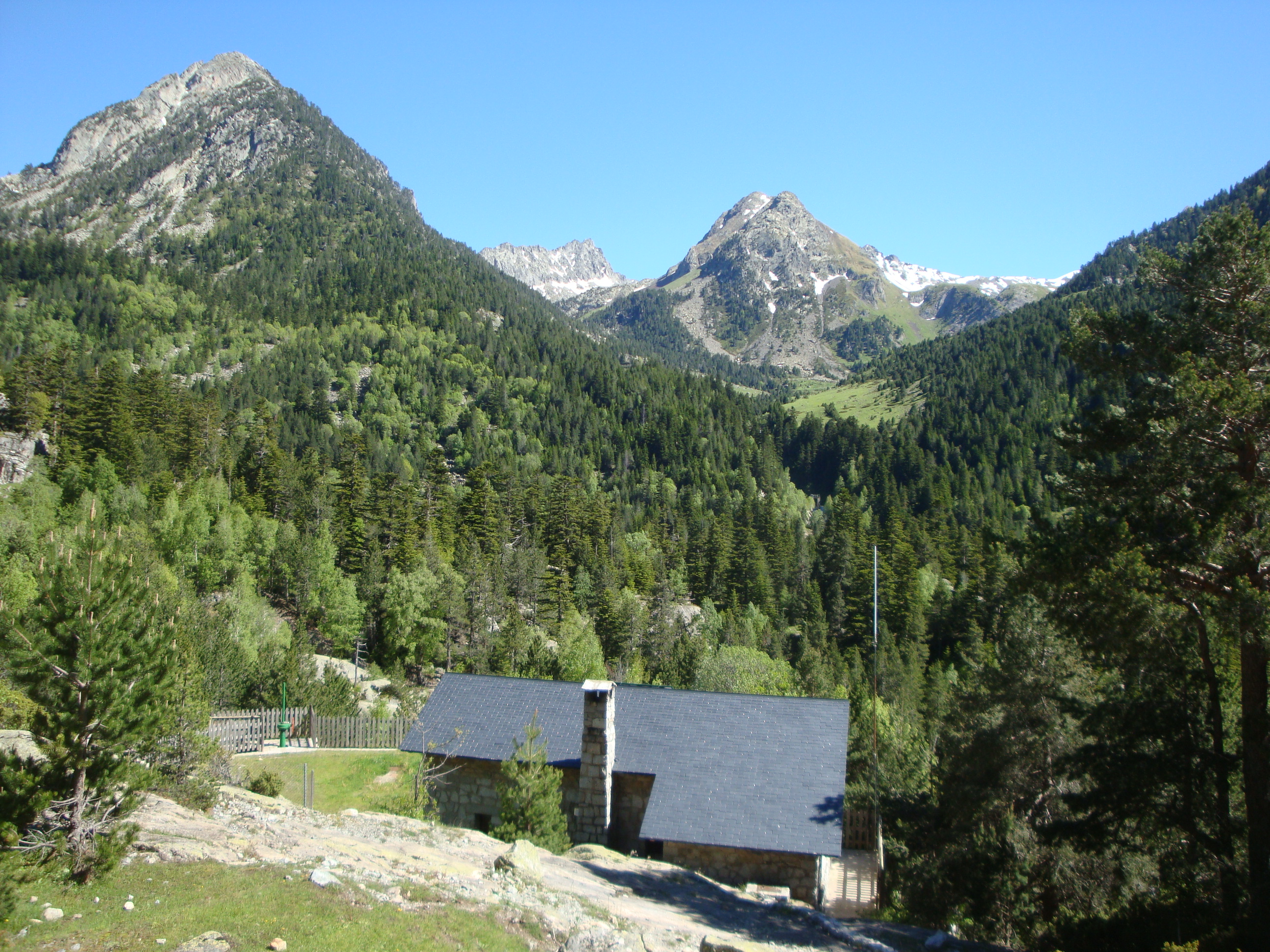
Parque nacional de Aiguas Tortas y Lago de San Mauricio.

La comarca está vertebrada por los ríos Noguera Ribagorzana y Noguera de Tor (afluente del primero), que la drenan en sentido norte-sur.
Su situación geográfica en coordenadas es: 
- Extremo oriental: 0° 58' 27,80" de longitud Este.
- Extremo occidental: 0° 41' 30,24" de longitud Este.
- Extremo septentrional: 42° 37' 58,88" de latitud Norte.
- Extremo meridional: 42° 18' 0,07" de latitud Norte.

Al noreste se halla la parte occidental del parque nacional de Aiguas Tortas y Lago de San Mauricio. Su cima más alta es el Comaloforno, de 3030 m s. n. m., en el macizo del Besiberri.

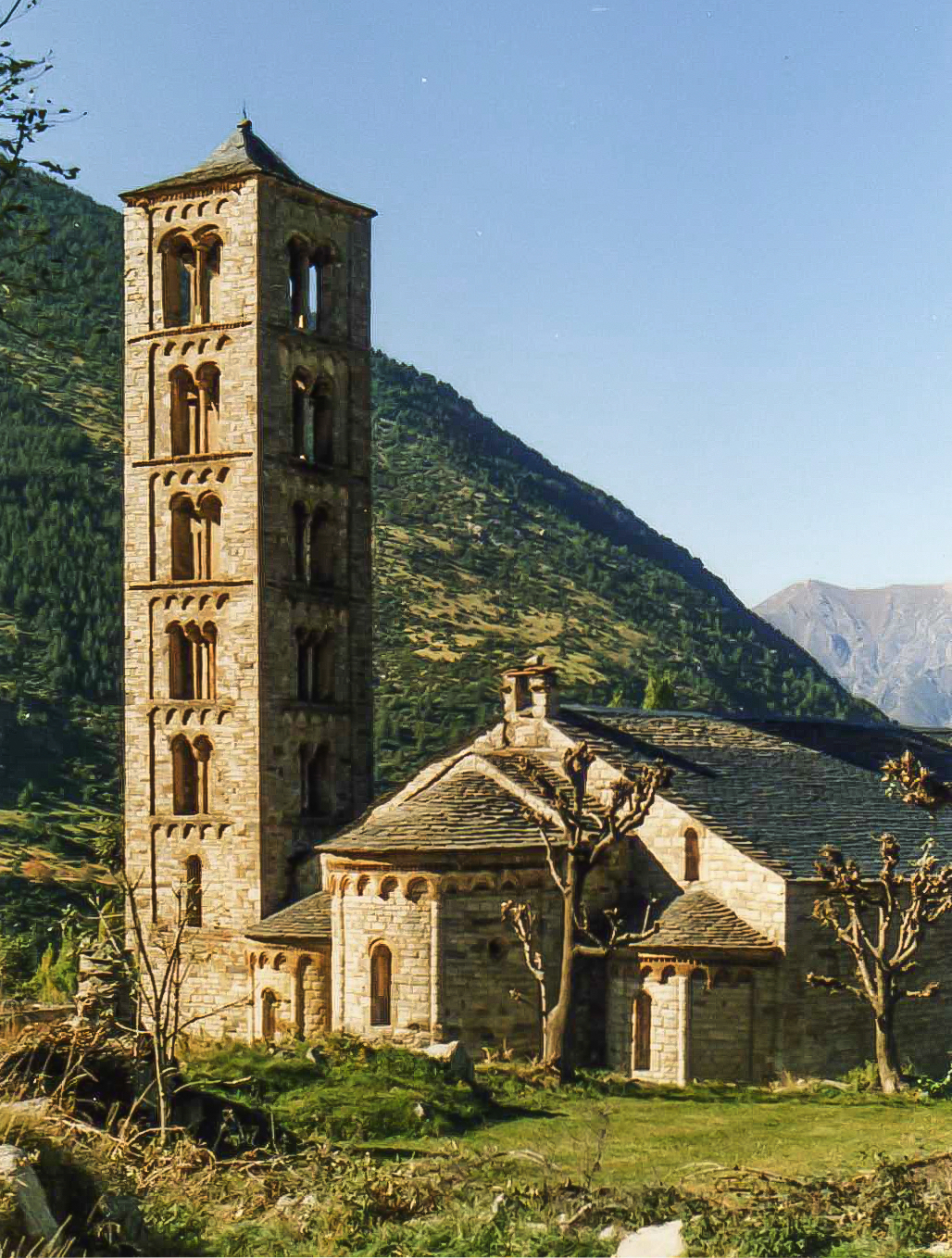
Iglesia de San Clemente de Tahull.

### Relieve
La Alta Ribagorza es una comarca de montaña, donde no hay ninguna planicie ni valle amplio. Excepto el sector más meridional, toda la comarca se incluye dentro del Pirineo Axial.
La comarca de la Alta Ribagorza comprende la margen izquierda de la cabecera del Noguera Ribagorzana y todo el valle del Noguera de Tor. Entre ambos valles está el macizo del Besiberri, donde se encuentra uno de los sectores con relieve más elevado de la alta montaña catalana. Seguidamente hay una serie de cimas que superan los 3000 m s. n. m.: Besiberri del Nord (3014 m), Besiberri del Mig (3003 m), Besiberri del Sud (3030 m) y pico de Comaloforno (3030 m). Este relieve continúa hacia el norte y noroeste de la comarca, en el límite con el valle de Arán (sierra de Tumeneia), Pallars Sobirá (Gran Tuc de Colomers, 2931 m) y Pallars Jussá (sierra Sobremonestero).
En las vertientes superiores se conserva la impronta glaciar, con lagos y valles en forma de U. El sector donde convergen las cuatro comarcas (Valle de Arán, Pallars Sobirá, Pallars Jussá y Alta Ribagorza) es donde la morfología glaciar toma más importancia de toda Cataluña. Por el lado de la Alta Ribagorza hay diversos circos glaciares al fondo de los cuales se hallan diversos lagos de montaña. Destaca el circo que se sitúa al pie del Montardo, en la cabecera del Noguera de Tor, con los lagos de los Monjes, de Travessani y Negro. No mucho lejos se encuentran los lagos de Tumeneia. Aguas abajo está el de Cavallers, a la salida del cual se construyó una gran presa, transformando así el antiguo lago en un gran embalse.

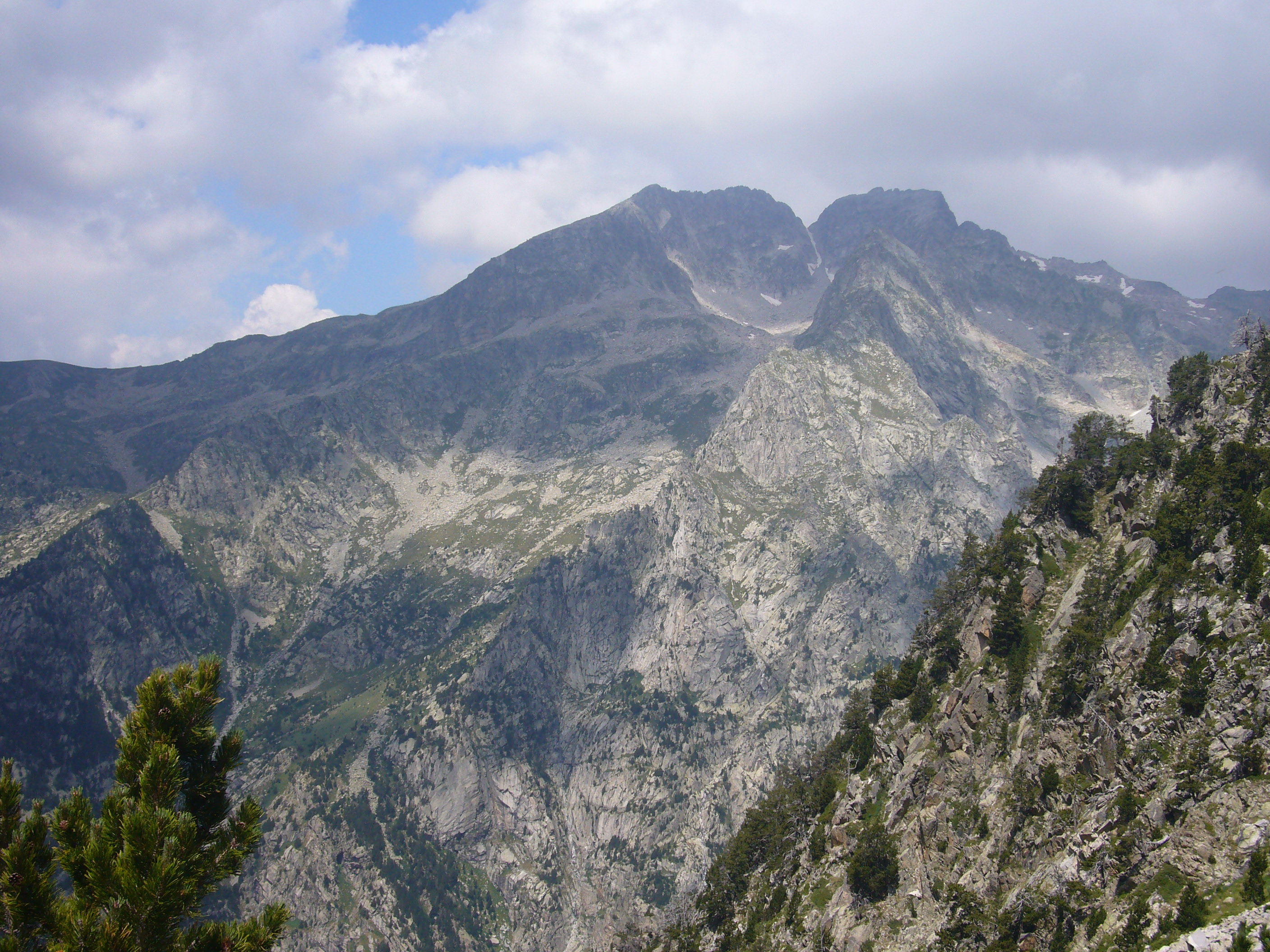
El pico de Comaloforno, a 3030 m.

De gran interés es la cabecera del río San Nicolás, incluida dentro del parque nacional de Aiguas Tortas y Lago de San Mauricio. Destacan los lagos del Bergús, Redó y de Contraix. Al fondo del valle se hallan los lagos Llong, de San Nicolás y de Llebreta.
Los heleros bajaron con fuerza por los valles, aunque las dos principales no llegaron a confluir. En el valle del Noguera Ribagorzana el helero logró unos 22 km de longitud, hasta cerca de Vilaller. En la valle del Noguera de Tor llegó hasta el núcleo de Llesp.
Cerca del Pont de Suert el relieve cambia. Se entra ya en el Prepirineo, donde un primer nivel de materiales bastante blandos (gres, arcilla) hace que el relieve actual sea más bajo, y con vertientes menos abruptas. Este sector con altitudes menorse es aprovechado por el paso de la carretera que comunica la cuenca de Tremp con la Alta Ribagora, pasando por el collado de Perves. Más al sur, en el límite de la comarca, se halla la sierra de Sant Gervàs (Pala del Teller, 1887 m), formada por rocas calcáreas.

### Ríos

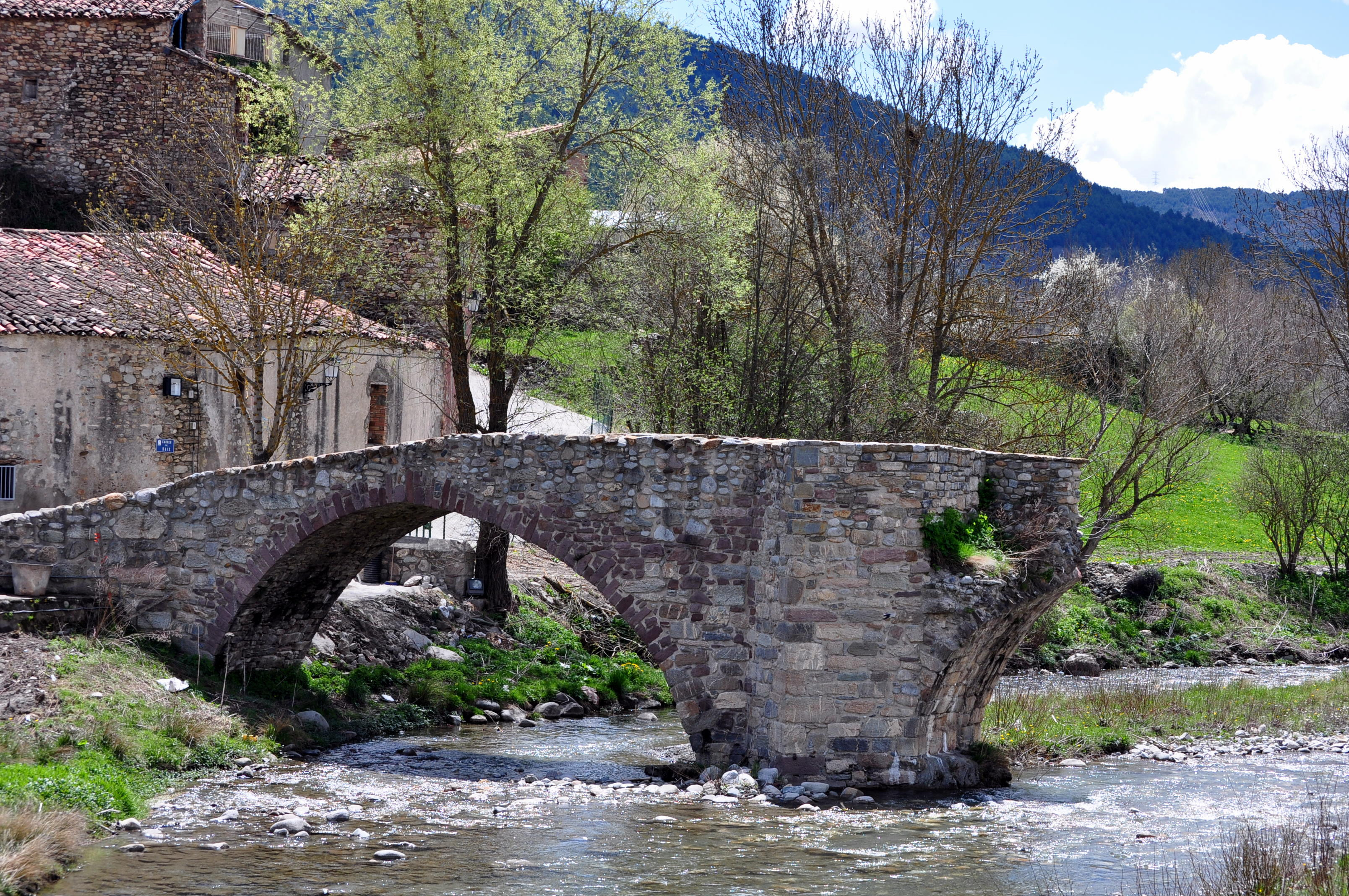
El puente antiguo de Vilaller, sobre el río Noguera Ribagorzana.

Los valles del Noguera Ribagorzana y del Noguera de Tor son los que configuran la Alta Ribagorza.

#### Noguera Ribagorzana
Este río recorre la comarca de norte a sur. Su nacimiento y los valles más elevados de su cabecera se encuentran dentro del valle de Arán. Recorre el valle de Barrabés y pasa por Vilaller y el Pont de Suert. Poco antes de la capital comarcal recibe las aguas del Noguera de Tor.
Tiene un régimen claramente irregular, con un máximo muy claro en abril-mayo, a causa del deshielo. El caudal mínimo se registra de diciembre a febrero, siendo est mes el de caudal más bajo, a consecuencia de una menor precipitación y de la retención del agua en forma de nieve a las vertientes.
Las aguas del Noguera Ribagorzana son intensamente aprovechadas para la producción de energía hidroeléctrica: centrales de Baserca, Senet, Bono, Vilaller, Pont de Suert y Escales. Hay dos embalses: el de Baserca al norte y el de Escales a la salida. El embalse de Escales va desde el desfiladero del mismo nombre hasta el pie de Pont de Suert, a lo largo de unos 10 km.

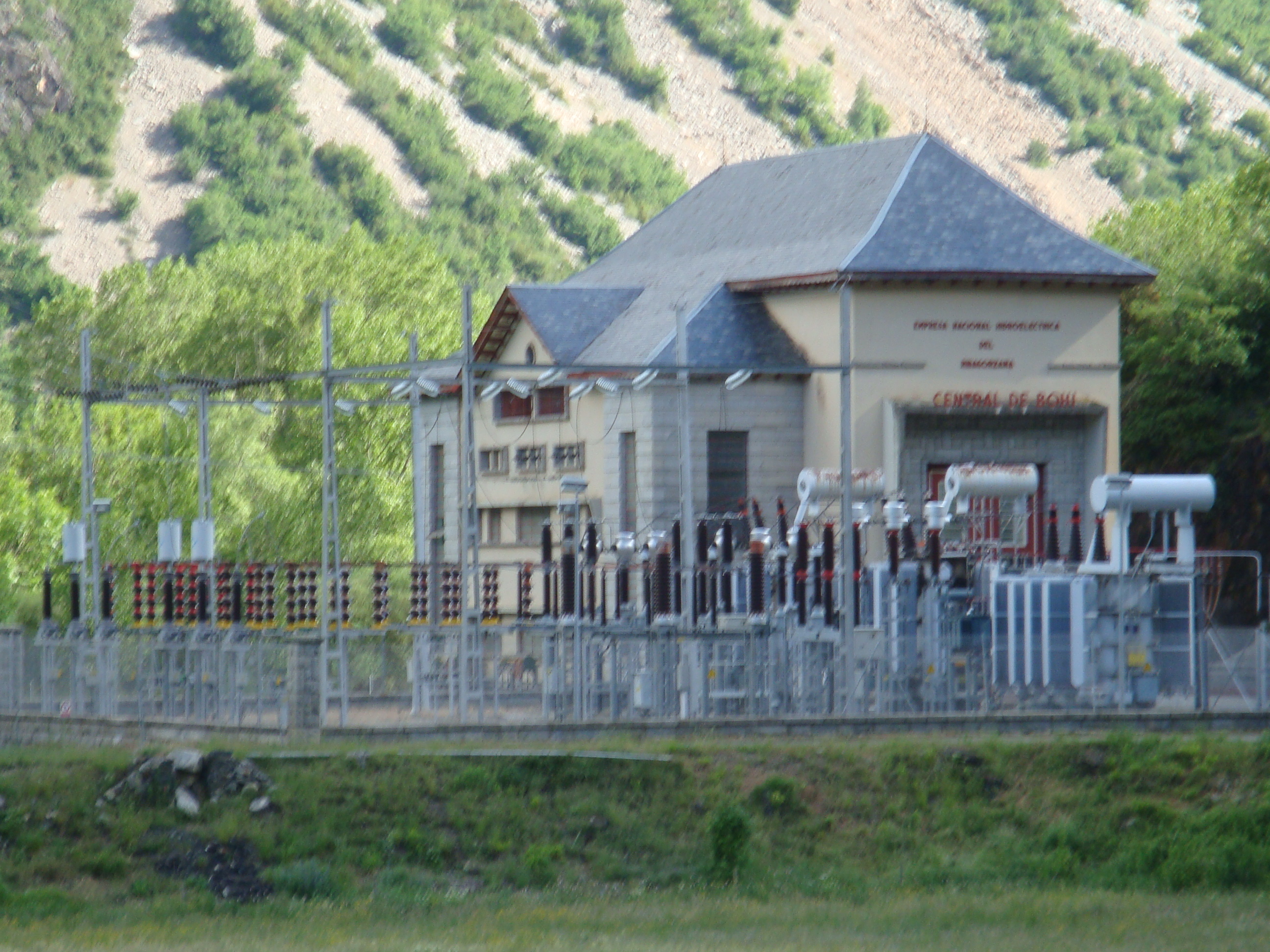
Central hidroeléctrica de Bohí, sobre el río Noguera de Tor.

#### Noguera de Tor
Este río recorre el valle de Bohí. Nace en los lagos al pie del Montardo y tiene dos afluentes destacados: el río San Nicolás y el río de Sant Martí. Pasa por Caldas de Bohí, entre Erill la Vall y Bohí, por Barruera y Llesp. El río de Sant Nicolau atraviesa la zona de Aigüestortes, que es un sector más bien plano, donde el agua discurre lentamente y formando numerosos brazos. Esta zona de humedales corresponde a un antiguo lago del valle de origen glaciar, que ya fue totalmente cubierto de sedimentos aportados por el río. En el valle del río de Sant Martí se encuentra Tahull y, en la confluencia con el Noguera de Tor, Bohí.
El régimen del río es irregular, según los datos registrados en la estación de aforo de Caldas de Bohí. Hay un máximo muy destacado en mayo y un mínimo en febrero. El caudal total de agua que discurre por el río es seis veces más grande en mayo que en febrero.
Las aguas de estos ríos se han aprovechado mucho para la producción hidroeléctrica y numerosos lagos se han represado para poder embalsar más agua. El caso más destacado es el del lago de Cavallers, donde una larga presa cierra el valle, de manera que el antiguo lago ha quedado totalmente ocluido por el nuevo embalse.

### Clima

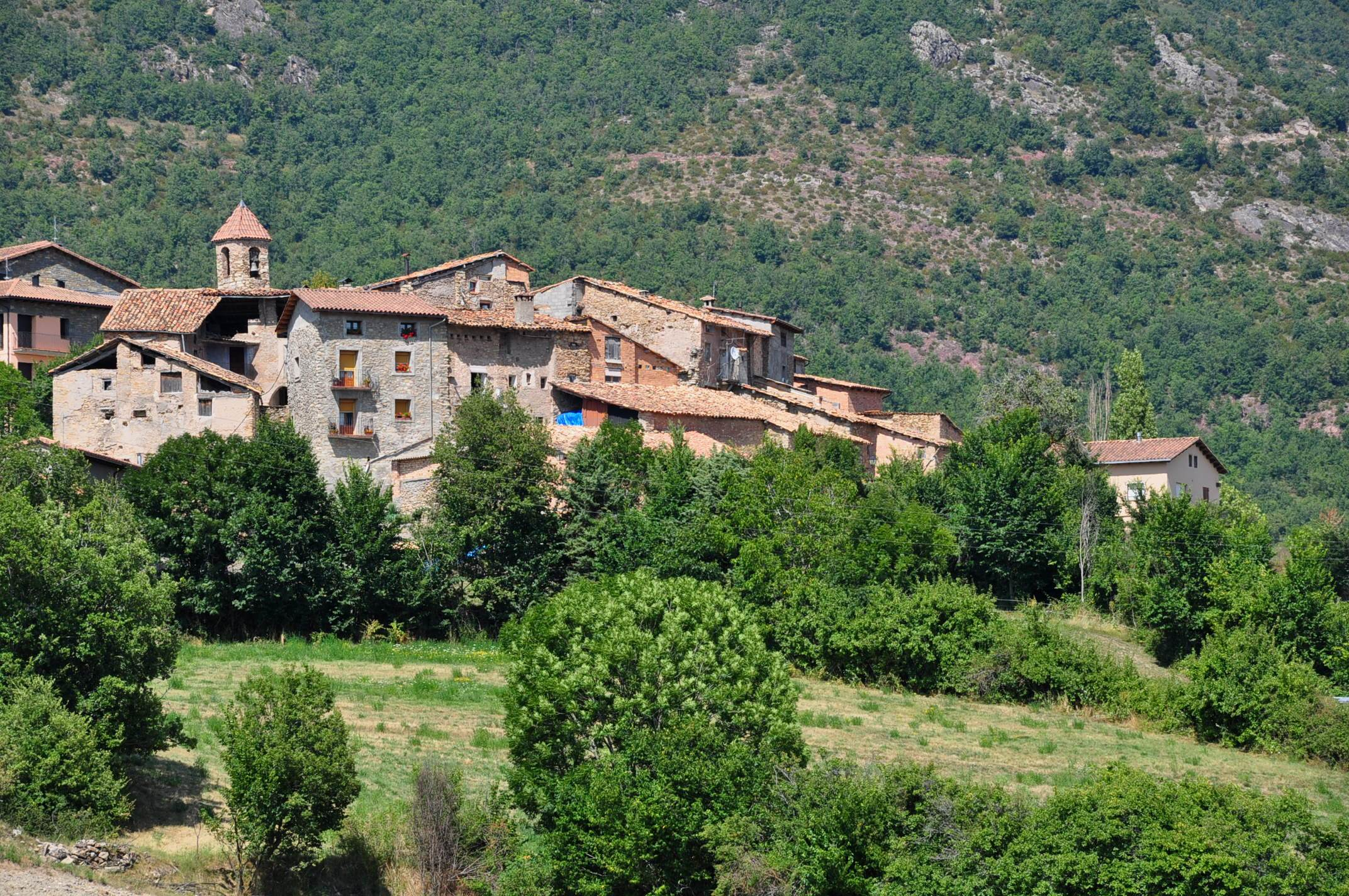
El pueblo de Gotarta.

Excepto en las tierras inferiores, el clima de la Alta Ribagorza es de alta montaña. Aquellas se incluyen dentro del territorio de clima mediterráneo de montaña media con tendencia continental. Los datos indican que el clima de Pont de Suert expresa un régimen de temperaturas y precipitaciones como el sector meridional e inferior de la comarca. Más hacia el norte y subiendo las vertientes, el clima cambia mucho a causa de la altitud.
Los inviernos son largos y fríos, con medias muy bajas a causa de las frecuentes inversiones térmicas. No se disponen de datos de las vertientes inferiores y medias que permitan compararlos con los registrados en las estaciones del fondo del valle. Pero no hay duda de que las temperaturas son más suaves en las vertientes que en el fondo de los valles. La inversión térmica es muy intensa algunos días invernales. En verano hay más contraste entre el fondo de los valles y las vertientes superiores, ya que allí son raras y menos intensas las inversiones de temperatura.
Como sucede con el resto de comarcas pirenaicas con valles orientados de norte a sur, y cerrados por el norte, las precipitaciones son muy variables de un sitio al otro. Las diferencias de altitud no son suficientes para explicar las variaciones en las precipitaciones. Cabe encontrar una explicación en la existencia de una sombra pluviométrica. Las montañas que envuelven los valles del Noguera Ribagorzana dificultan la entrada de las masas de aire húmedo. Parte de la humedad precipita al ascender las montañas, y cuando el aire desciende por las vertientes de la Alta Ribagorza estas masas son ya muy secas. El resultado es que en los valles cae mucha menos precipitaciones que en las cimas y vertientes superiores. Se registra más precipitación a mayor altitud, y más hacia el norte de la comarca.

### Las comarcas ribagorzanas
Aunque hay que tratar el término Alta Ribagorza desde el punto de vista de una comarca legalmente constituida por las leyes vigentes en Cataluña, a lo largo de la historia se han dado diferentes versiones de esta comarca.

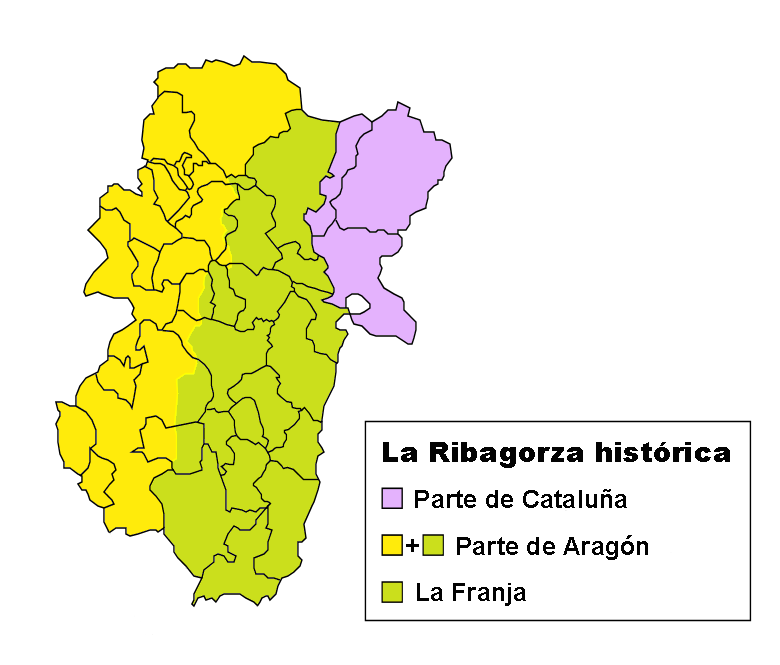
La comarca catalana de la Alta Ribagorza en el contexto de la Ribagorza histórica.

En Aragón no existe ninguna comarca con este nombre, pero sí con el de Ribagorza. Sin embargo, se da una tercera versión que no es de carácter político aragonés o catalán, sino basado en las costumbres de la comarca, en la historia y en los vínculos socioculturales entre sus poblaciones. Este enfoque es el que se refleja en la Gran Enciclopedia Catalana y en las obras que parten de ella.
Esta división comarcal, de carácter estrictamente cultural, sitúa en la Alta Ribagorza los municipios de Bonansa y Montanuy, de administración aragonesa, el Pont de Suert, el Valle de Bohí y Vilaller, de administración catalana (Alta Ribagorza Oriental), y los de Benasque, Bisaurri, Castejón de Sos, Chía, Laspaúles, Sahún, Sesué y Villanova, todos de administración aragonesa (Alta Ribagorza Occidental). Entre estos últimos hay de habla catalana, de habla aragonesa y de habla de transición entre el catalán y el aragonés.
Por otro lado, está todavía la Baja Ribagorza, toda ella parte de Aragón: Arén, Benabarre, Beranuy, Castigaleu, Estopiñán del Castillo, Lascuarre, Monesma y Cajigar, la Puebla de Roda (actualmente, Isábena), el Puente de Montañana, Sopeira, Tolva, Torre la Ribera, el Valle de Lierp y  Viacamp y Litera (Baja Ribagorza Oriental, de habla catalana) y Campo, Capella, Foradada del Toscar, Graus, Perarrúa, la Puebla de Castro, Secastilla, Santa Liestra y San Quílez, Seira y el Valle de Bardají (Baja Ribagorza Occidental, de habla aragonesa, o occitano Aragonés o fabla aragonesa.

## Flora

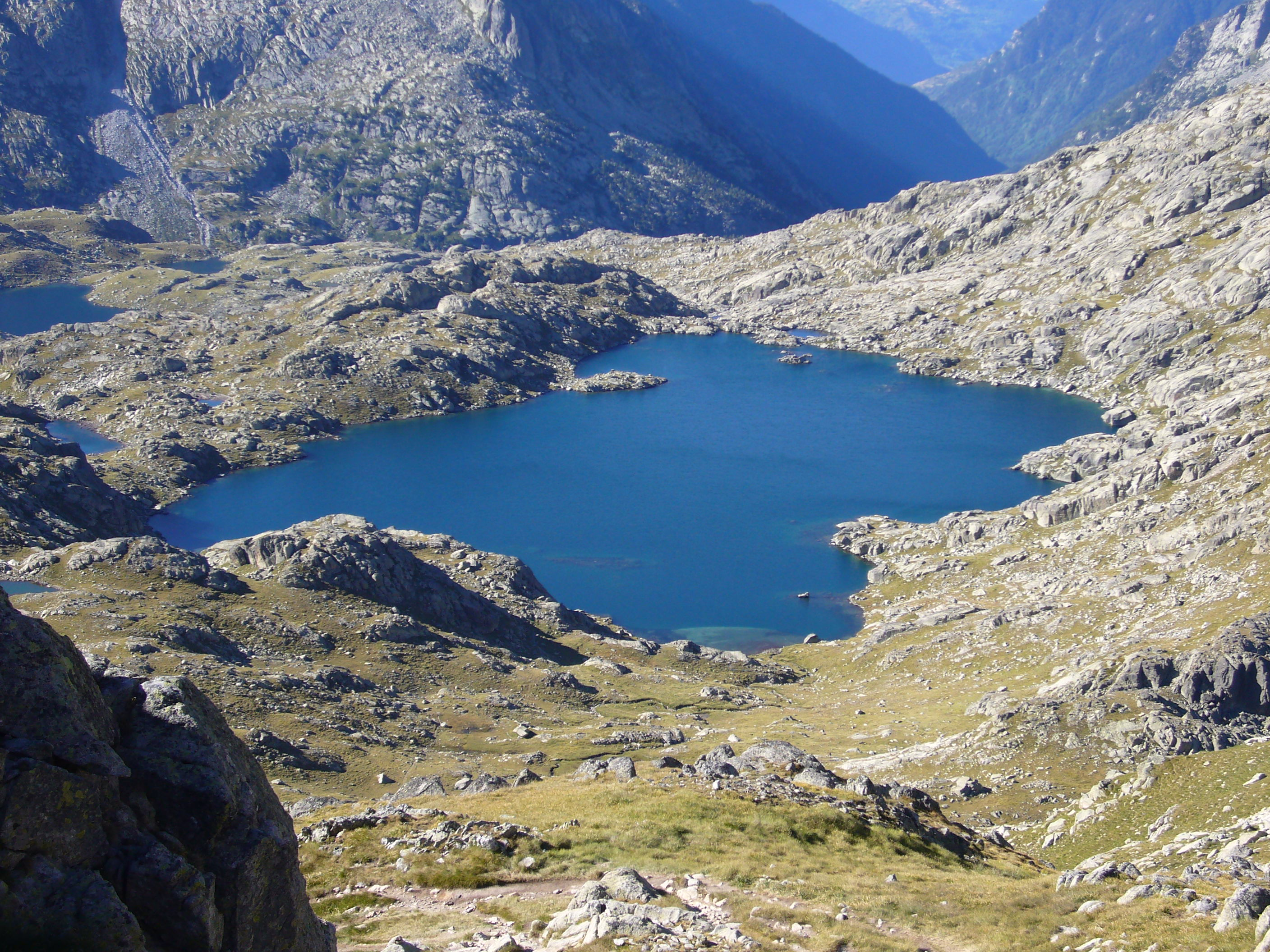
Lago de Monjes.

Las diferencias en altitud determinan cambios importantes en la vegetación, que de manera natural forma cuatro grandes niveles: nivel de los robledales, nivel del pino rojo, nivel del pino negro y nivel de los prados alpinos.
En las tierras inferiores el bosque natural estaría constituido básicamente por el roble pubescente. Es un bosque que ha sido muy modificado, a causa de su explotación y la transformación en cultivos y pastos. Algunos lugares han sido repoblados con pinos.
A partir de los 1300 metros, abunda cada vez más el pino rojo. Por debajo de esta cota el este ya es frecuente debido a las numerosas repoblaciones que han realizado y por haber sido favorecido por el ser humano a lo largo de mucho tiempo. Por encima suele ser el árbol dominante hasta los 1600 metros. A partir de esta cota el frío dificulta su crecimiento, dejando sitio por tanto al pino negro. En torno a esta altitud suele haber bosques de abetos en los sitios más frescos. Por encima de 2300 metros solo hay prados alpinos. El perfil del valle de Sant Nicolau muestra la distribución de la vegetación de la alta montaña, en el sector del parque nacional de Aiguas Tortas y Lago de San Mauricio.

## Historia

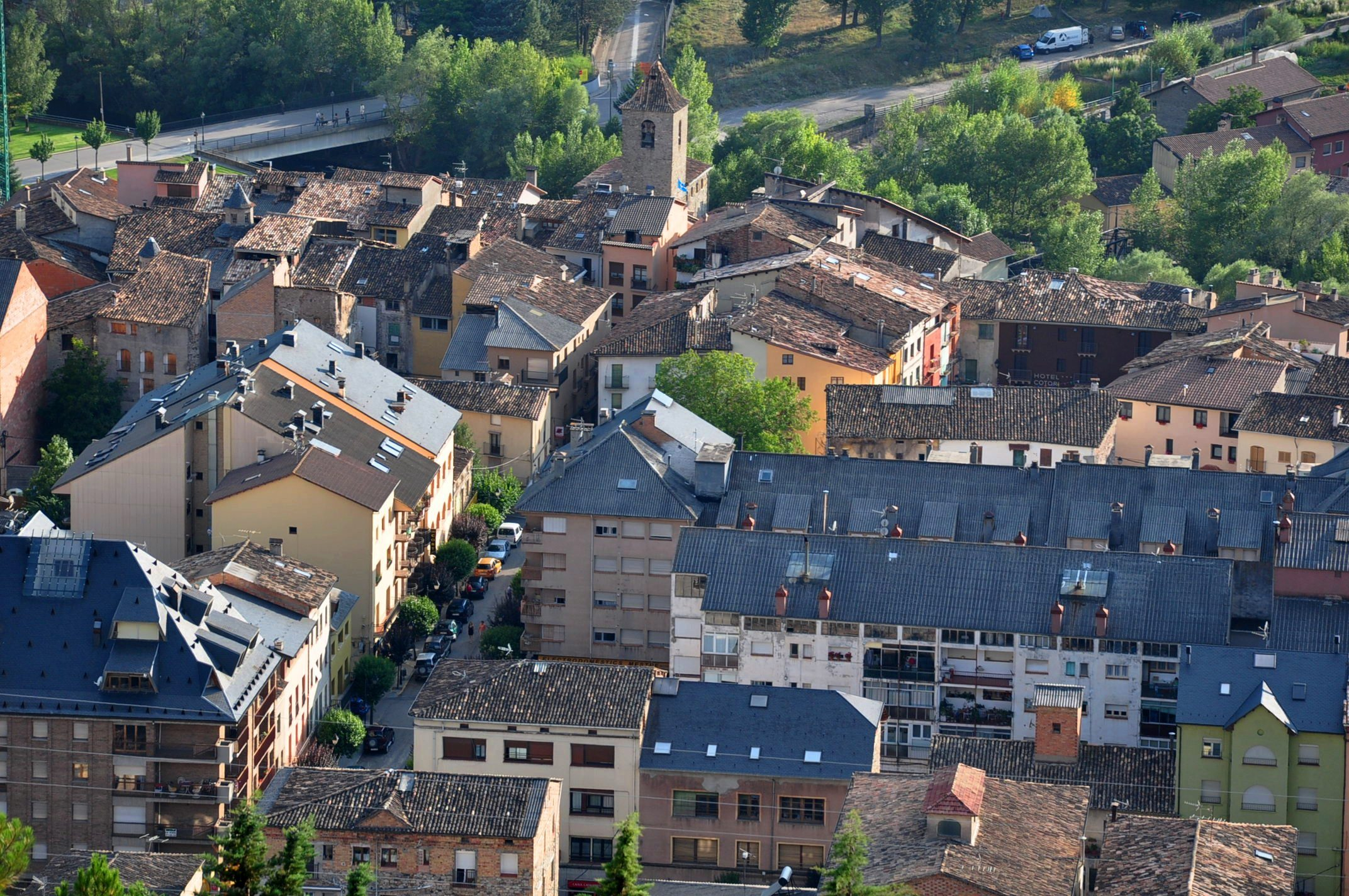
Pont de Suert, la capital comarcal.

### Creación de la comarca

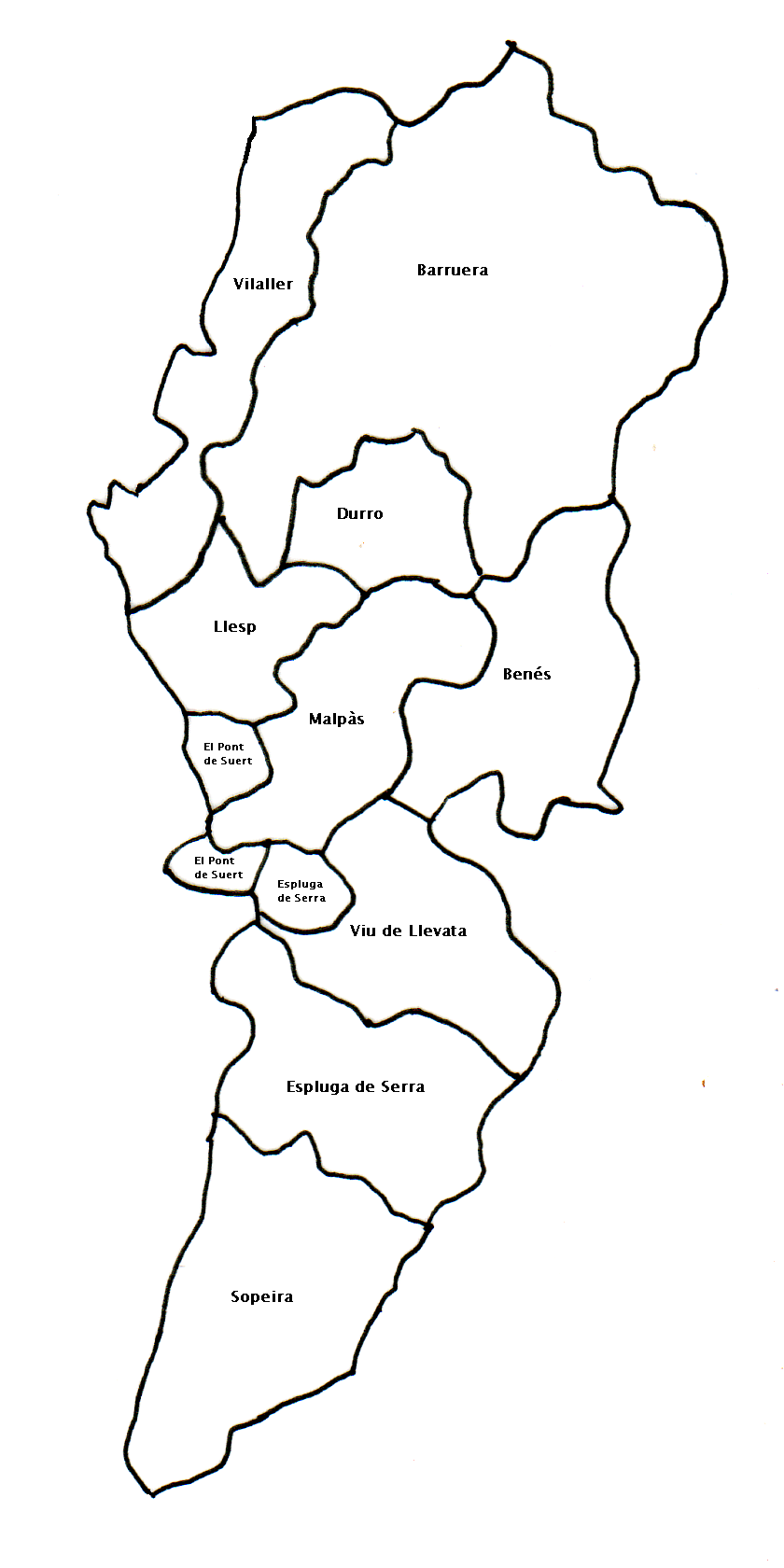
Municipios de la comarca de la Alta Ribagorza creada en 1939.

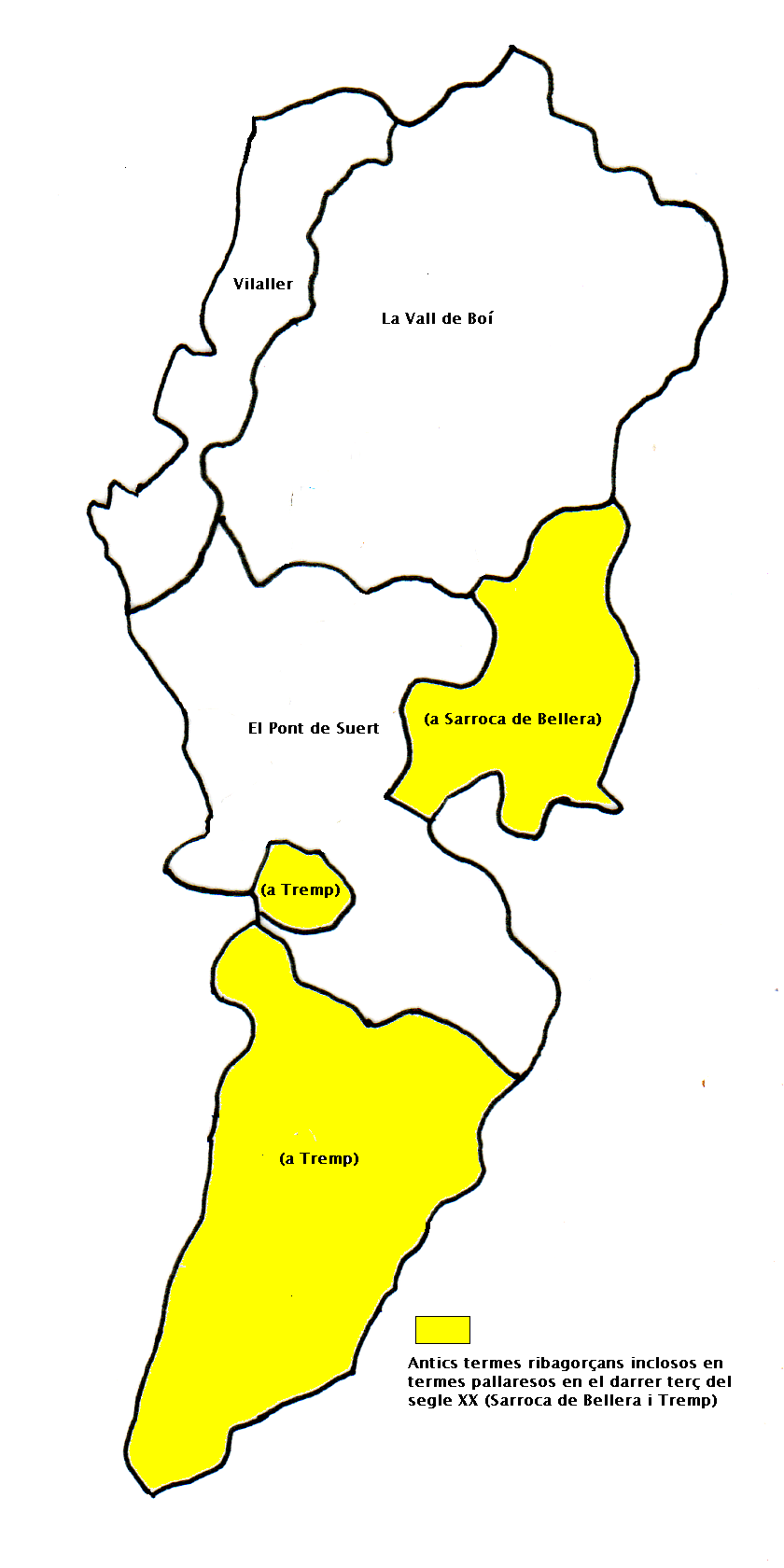
Municipios de la comarca de la Alta Ribagorza después de 1987.

La comarca fue creada por ley el año 1987, juntamente con las de la Plana de Urgel y la Plana del Lago. Hasta entonces y desde la división comarcal de 1936 había formado parte del Pallars Jussá, salvo en la nueva división comarcal hecha en 1939.
Con esta creación se recuperó una comarca que ya había sido creada en 1939, en la efímera división comarcal realizada por la Generalidad republicana poco antes de acabar la Guerra Civil, y que siempre había sido considerada como tal en los ámbitos académicos y científicos, a pesar de que los estamentos políticos la ignoraran. Ha tenido varias modificaciones en la delimitación de su territorio. Por el norte con la cabecera del río Noguera Ribagorzana, la plana del Hospital de Viella y el lago Redó, por el este con la cabecera del Riuet de San Nicolás, el pueblo de Sas y sus alrededores, por el sur con los términos de Enrens y Trepadús, Sapeira, Espluga de Serra, Arén y Puente de Montañana, y por el oeste con el término de Montanuy, Laspaúles, Bonansa y Sopeira.

### Evolución de la distribución municipal
Con la promulgación de la Constitución de Cádiz de 1812, se crearon muchos ayuntamientos en toda Cataluña. En la Alta Ribagorza había 56, que quedaron bastante reducidos en 1845 con la promulgación de una ley municipal que fijaba en 30 el límite mínimo de vecinos que ha de tener un municipio, contando que vecino, en aquel momento, quería decir cabeza de casa. Esta ley se aplicó en febrero de 1847 y los 56 ayuntamientos se redujeron a 10.
Casós, Castellón de Tor, Gotarta, Igüerri, Iran e Irgo se integraron en el término municipal de Llesp. Sarroqueta de Barrabés y Viuet también lo hicieron, después de haber pertenecido a Vilaller. Castellars, Erillcastell, Erta, Esperan, Massivert, Montiberri, Peranera y Raons se integraron en el término municipal de Malpás. Cellers, Marquet, Ventolá se integraron en el término municipal del Pont de Suert. Adons y Abella de Adons, Corroncui, Perves y Pinyana se integraron en el término municipal de Viu de Llevata. Avellanos, Castellnou de Avellanos y el Mas de Vilancós, Benés y Sentís, Buira, Castellvell de Bellera y Manyanet se integraron en el término municipal de Batlliu de Sas, que pasó a llamarse después Benés. Aulàs, Castellet, Casterner de les Olles, Enrens y Trepadús, Llastarri y La Torre de Tamúrcia se integraron en el término municipal de Espluga de Serra. Escarlà, Espills, Esplugafreda, Orrit y Tercui se integraron en el término municipal de Sapeira. Bohí, Cardet, Coll y Erill la Vall se integraron en el término municipal de Barruera. Saraís se integró en el término municipal de Durro. Artiga y Senet de Barrabés se integraron en el término municipal de Vilaller.
Entre 1965 y 1973 se produjo una nueva reducción de municipios, con unas modificaciones que afectaron también a la comarca vecina del Pallars Jussá. De 10 ayuntamientos se pasó a los 3 actuales, con la particularidad que tres antiguos municipios ribagorzanos (Benés, Espluga de Serra y Sapeira) fueron incorporados a los municipios pallareses de Sarroca de Bellera, el primero, y Tremp, los dos últimos. Los antiguos términos de Llesp, Malpás y Viu de Llevata se agregaron al municipio de Pont de Suert. Barruera y Durro al de Valle de Bohí. 
Esta reducción viene dada por la suma de dos factores: por un lado, la simplificación administrativa que se ha ido aplicando a medida que avanzaba el tiempo, pero por el otro, el más determinante: el fuerte proceso de despoblamiento que ha sufrido la comarca, sobre todo en las zonas más montañosas.
| Municipios actuales | Población (2019) | Anejos |
| ------------------- | ---------------- | --- |
| Pont de Suert       | 2220 habitantes  | Adons, Abella de Adons, La Beguda de Adons, Les Bordes, Casós, Castellars, Castellón de Tor, Cellers, Corroncui, Erillcastell, Erta, Esperan, Gotarta, Igüerri, Iran, Irgo, Llesp, Malpás, Marquet, Massivert, Montiberri, Peranera, Perves, Pinyana, Raons, Sarroqueta de Barrabés, Ventolá, Viu de Llevata y Viuet |
| Valle de Bohí       | 1021 habitantes  | Barruera, Bohí, Caldas de Bohí, Cardet, Coll, Durro, Erill la Vall, Pla de l'Ermita, Saraís y Tahull |
| Vilaller            | 561 habitantes   | Senet |

## Demografía
| 1497 | 1515 | 1553 | 1717 | 1787 | 1857 | 1877 | 1887 | 1900 |
| ---- | ---- | ---- | ---- | ---- | ---- | ---- | ---- | ---- |
| 315  | 294  | 399  | 2232 | 2223 | 4600 | 4264 | 4069 | 3497 |

| 1910 | 1920 | 1930 | 1940 | 1950 | 1960 | 1970 | 1981 | 1990 |
| ---- | ---- | ---- | ---- | ---- | ---- | ---- | ---- | ---- |
| 3728 | 3699 | 3333 | 3198 | 5296 | 6444 | 4590 | 4344 | 3489 |

| 1992 | 1994 | 1996 | 1998 | 2000 | 2002 | 2004 | 2006 | — |
| ---- | ---- | ---- | ---- | ---- | ---- | ---- | ---- | - |
| 3541 | 3659 | 3542 | 3490 | 3612 | 3655 | 3796 | 4074 | — |

La estructura de población de la Alta Ribagorza está basada en pequeños núcleos. Es la comarca con menor población de Cataluña. Desde siempre ha sido un lugar poco poblado, debido en parte a tratarse de un territorio montañoso.
Como sucedió en el Pallars, el máximo demográfico de la Alta Ribagorza se registra a mediados del siglo XIX, precisamente en el momento de los primeros censos. Durante el siglo XVIII aumentó mucho la población, que casi se dobló en la mayoría de los municipios. Fue un momento de expansión económica y demográfica, que después de algunos periodos de conflictos de las primeras décadas del siglo XIX, se continuó a mediados del siglo XIX. La actual comarca de la Alta Ribagorza tenía 4600 habitantes según el censo de 1857, y 6444 habitantes según el de 1860. La mitad de la población vivía en el municipio actual de Pont de Suert (2347 habitantes). Fue el máximo demográfico hasta el día de hoy, y hubiese sido el mayor de toda la historia si no fuese por las grandes obras de les presas y centrales eléctricas de la década de 1940 y 1950, que motivaron una ola inmigratoria.
Los datos disponibles después del censo de 1860 muestran un despoblamiento continuado, como también sucedió en las comarcas vecinas. En 1877 había 4264 habitantes, 4069 en 1887, 3497 en 1897 y los mismos en 1900. Se mantuvo con una población ligeramente superior hasta 1940 (3198 habitantes), fecha en que Pont de Suert registró 1658 habitantes.

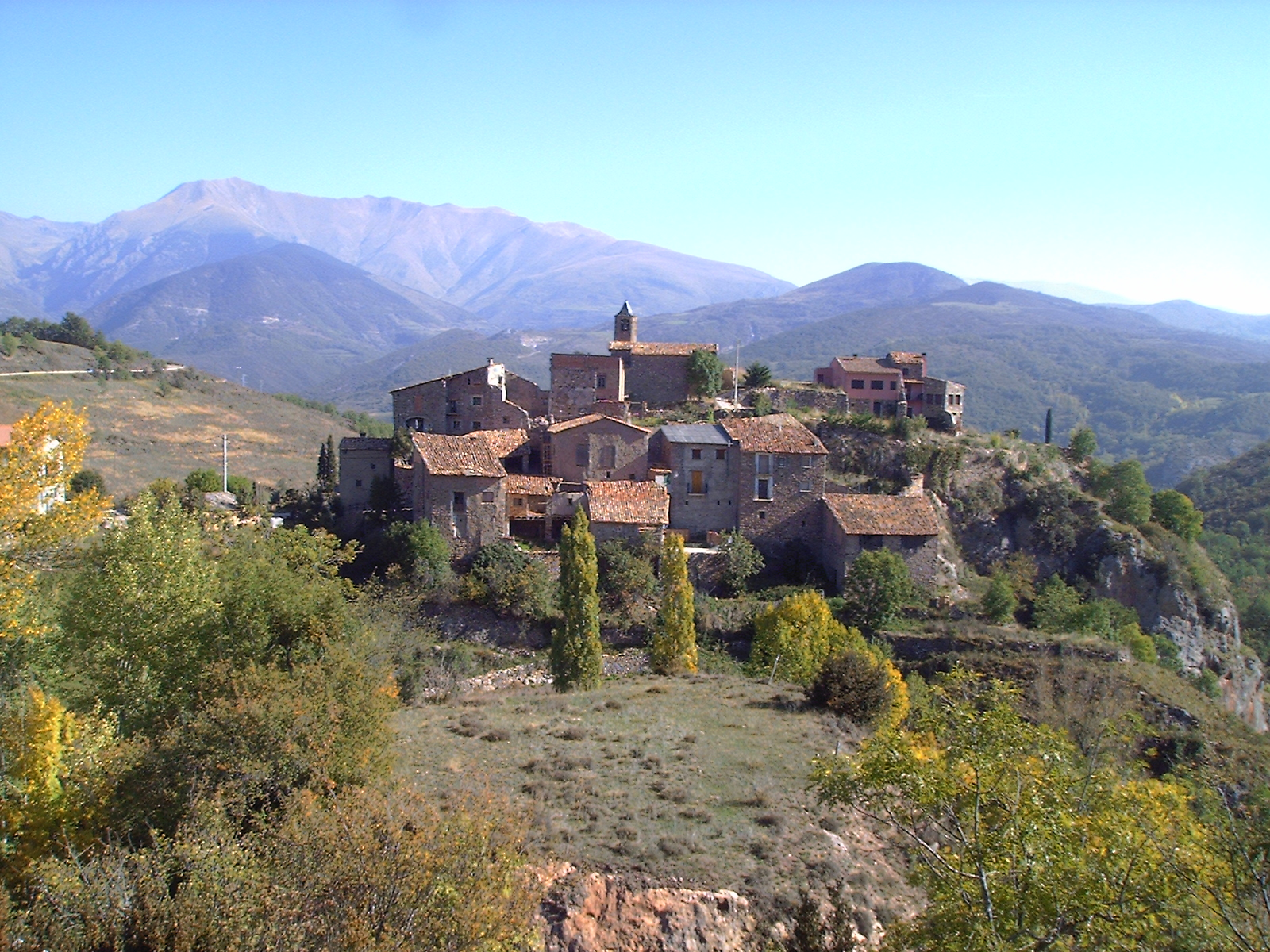
Perves.

A partir de este momento sucedió un hecho que marcaría profundamente el paisaje y la economía de la comarca: las construcciones de presas y centrales hidroeléctricas. En el Pallars Jussá ocurrió antes, desde la década de 1920, pero no se notó tanto en el conjunto comarcal al ser una comarca mayor y más poblada. En cambio, la Alta Ribagorza se vio profundamente transformada. Estas obras no solamente dieron trabajo a quien estuvo a punto de emigrar, sino que incluso hicieron que muchos agricultores se decidiesen más fácilmente a dejar el campo y la ganadería. Sin embargo, muchos prefirieron continuar con las faenas del campo y cuidar de los animales, o marchar al área de Barcelona. Muchos lugares de trabajo en las obras hidroeléctricas fueron ocupados por trabajadores forasteros, lo cual originó una fuerte inmigración.
El censo de 1950 registró una población de 5296 habitantes. Pont de Suert censó 3136 vecinos. Vilaller pasó de 580 en 1940 a 1101 en 1950. No obstante, este aumento fue temporal. El censo de 1960 registró una población comarcal de 6444 habitantes, de los cuales 4639 eran de Pont de Suert. El censo de 1970 ya mostró una fuerte inmigración, dado que únicamente registró una población de 4846 habitantes, y Pont de Suert solo 3056. Los censos y padrones posteriores mostraron la tendencia hacia una disminución, con 3626 habitantes en la comarca en 1986, y 2448 en Pont de Suert.

## Economía

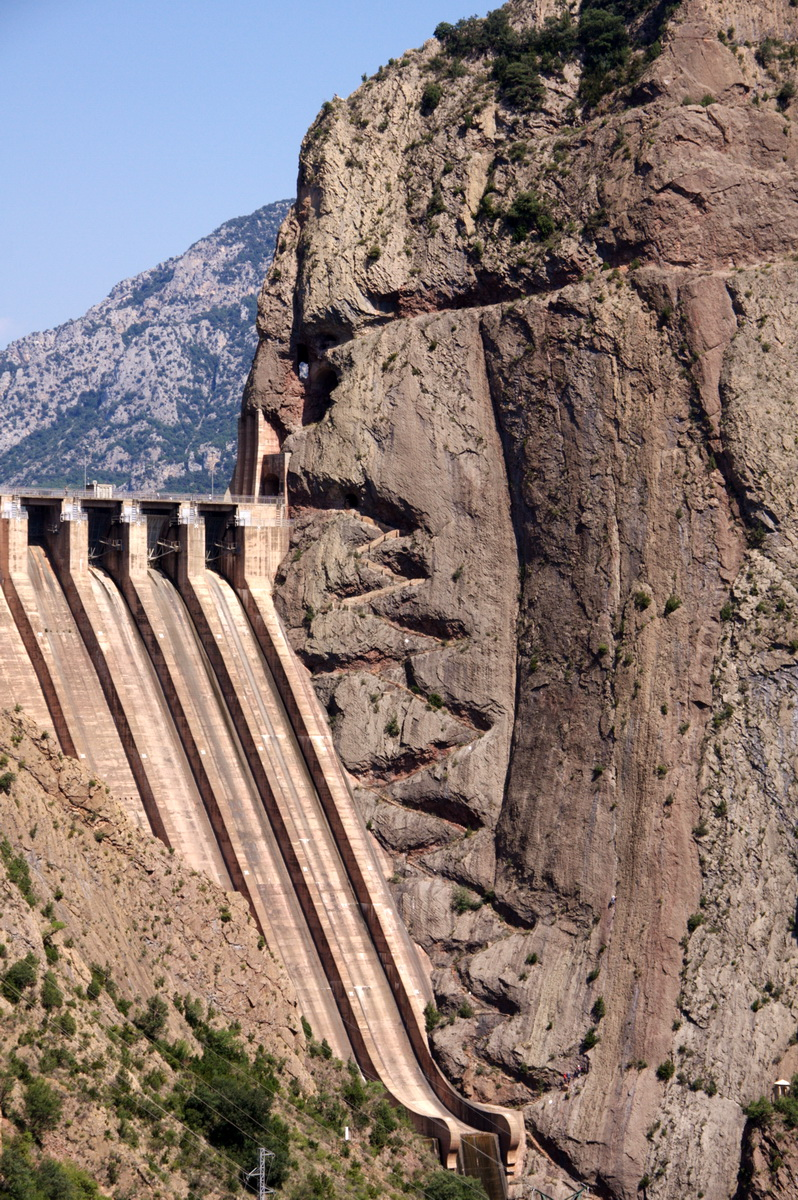
Embalse de Escales.

### Agricultura y ganadería
La base económica tradicional ha sido la ganadería y ya en segundo lugar la agricultura y el bosque.
La agricultura era esencialmente de autoconsumo y de forrajes para alimentar a los animales. Los cultivos predominantes han sido los cereales (cebada, centeno, trigo), las legumbres y las patatas. Había también algo de huertos para consumo local.
Durante las décadas (1960-1980) se abandonaron muchas tierras, o bien se transformaron en pastos, que son las que ocupan más extensión en el uso agrícula. Si se excluyen los pastos, el conjunto de tierra cultivada no llega al 2 % de la superficie total de la comarca.
La ganadería ovina ha sido hasta hace unas décadas una de las actividades principales en la comarca. Había numerosos ganados que trashumaban del llano de Urgel, Segriá o la Noguera a las praderas de alta montaña de la Alta Ribagorza y del Valle de Arán. Todavía aún es el sector ganadero más destacado, con 28 000 cabezas. Se calcula que en 1960 había unas 45 000 cabezas ovinas, lo que significa un descenso considerable.
La ganadería bovina tiene cierta importancia en algunas familias campesinas, con unas 3000 cabezas de ganado. La ganadería bovina es actualmente el eje de muchas economías domésticas que viven en los pequeños llanos y del fondo de los valles.
También se aprovecha el agua para embotellarla como agua mineral de Caldas de Bohí.

### Industria

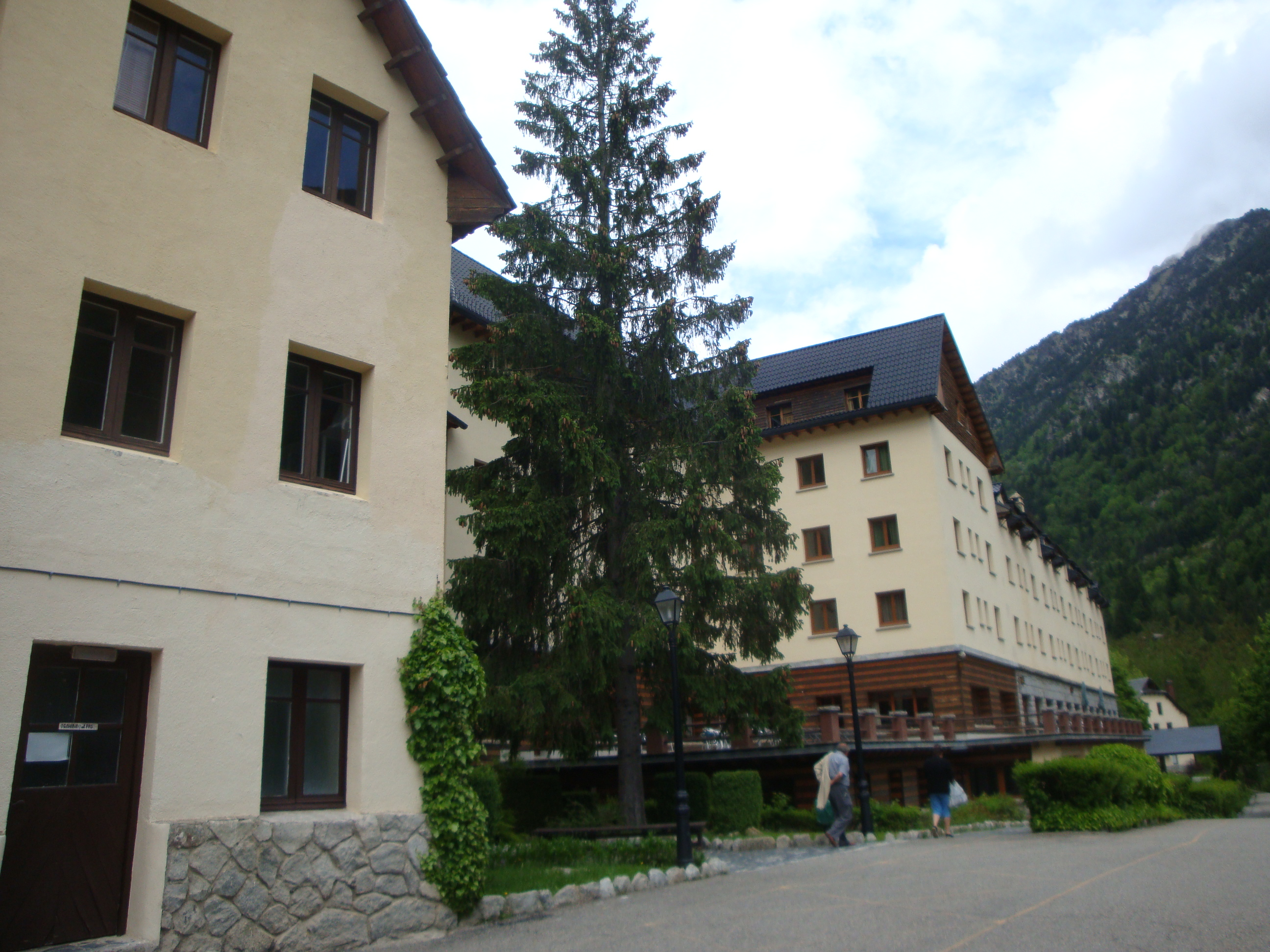
Balneario de Caldas de Bohí

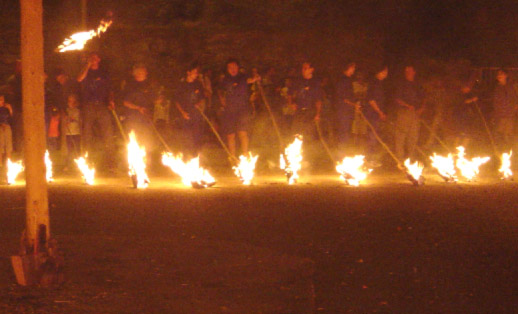
Las fallas de Senet.

La actividad industrial es más bien escasa en la comarca, reduciénose a una pequeña industria textil y a diversas dedicadas a la tala y muebles. Hay industrias alimentarias y otras ramas, pero todas de dimensión reducida, normalmente de carácter familiar.
En la Alta Ribagorza hubo varias explotaciones mineras. Destaca la del carbón, en las minas de Malpàs. Esta explotación fue muy activa entre 1950 y 1981, con la finalidad expresa de proveer de carbón la cercana fábrica de cemento de Xerallo (en el Pallars Jussá). Esta fábrica tenía como objetivo principal proveer las numerosas obras de construcción de presas y centrales hidroeléctricas de la cuenca del Noguera Ribagorzana. Al acabarse las obras principales, la fábrica tuvo que cerrar, y al dejar de funcionar, la explotación minera se cerró también.

### Sector servicios
A pesar de que sea una comarca poco poblada y con un relieve y un clima que facilitan más bien poco la ocupación del territorio, la Alta Ribagorza dispone de recursos naturales importantes, fundamentales para el turismo, de gran importancia en la comarca. De ahí que abunden los hoteles, casas de turismo rural, cámpings y refugios de montaña. Es por tanto el sector que cuenta con el mayor número de trabajadores.
Una parte importante del parque nacional de Aiguas Tortas y Lago de San Mauricio se encuentra dentro de la comarca, en especial en el valle de Sant Nicolau.
El conjunto del valle de Bohí destaca por sus iglesias, además del balneario.

## Comunicaciones
El Pont de Suert es el punto de encuentro de las dos carreteras que permiten entrar en la comarca:
- N-230 (de Lérida a Francia): siguiendo el valle del Noguera Ribagorzana, pasando por el desfiladero y el pantano de Escales.
- N-260 (el Eje Pirenaico): por el collado de Perves.

## Política
| Candidatura             | Cabeza de lista        | Votos | Regidores/Consejeros | % Votos |
| ----------------------- | ---------------------- | ----- | -------------------- | ------- |
| PSC - Progrés Municipal | Joan Perelada Ramon    | 824   | 9                    | 37,80   |
| CiU                     | Albert Alins Abad      | 820   | 8                    | 37,61   |
| ERC - Acord Municipal   | Jaume Monsó Alòs       | 149   | 1                    | 6,83    |
| Bloc per la Vall        | Carlos Fantova Palacín | 108   | 1                    | 4,95    |
| ICV - EUA - EPM         | Núria Salguero Fonseca | 92    | -                    | 4,22    |
| Otros                   | -                      | 125   | -                    | 5,73    |
| Votos en blanco         | -                      | 42    | -                    | 1,93    |
| Votos nulos             | -                      | 20    | -                    | 0,92    |
| Total                   | -                      | 2180  | 19                   | 100     |

### Consejo Comarcal de la Alta Ribagorza

#### 2011
José Antonio Troguet Ballarín (CiU). Presidente. Concejal de Pont de Suert
- Albert Alins Abad (CiU). Consejero. Alcalde de Pont de Suert
- María José Erta Ruiz (CiU). Consejera vicepresidenta quinta y tresorera, encargada de Asuntos Generales, económicos de régimen interior y mesa permanente de contratación y de Bienestar social. Concejala de Vilaller
- Josep Lluís Farrero Moyes (CiU). Consejero vicepresidente cuarto, encargado de Turismo, Cultura y Vivienda. Consejero de Valle de Bohí
- Montserrat Arnés Nart (CiU). Consejera. Concejala de Pont de Suert
- José Ramón Pueyo Izquierdo (CiU). Consejero. Concejal de Pont de Suert
- Enrique Velasco Parache (CiU). Consejero. Concejal de Pont de Suert
- Rosa Peguera Guardeño (CiU). Consejera encargada de Juventud, Salud y Deportes. Concejala de Valle de Bohí

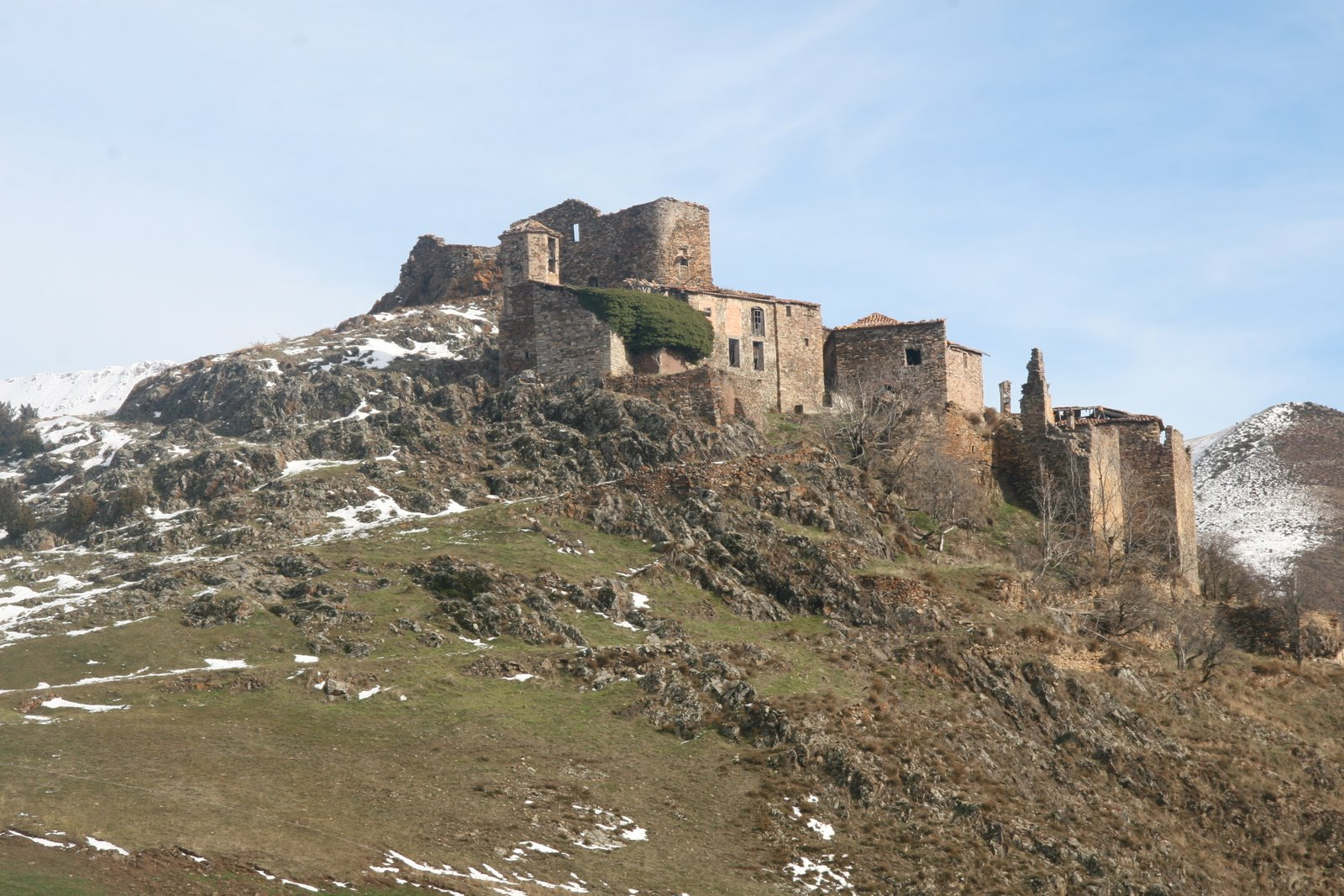
Castillo de Erillcastell.

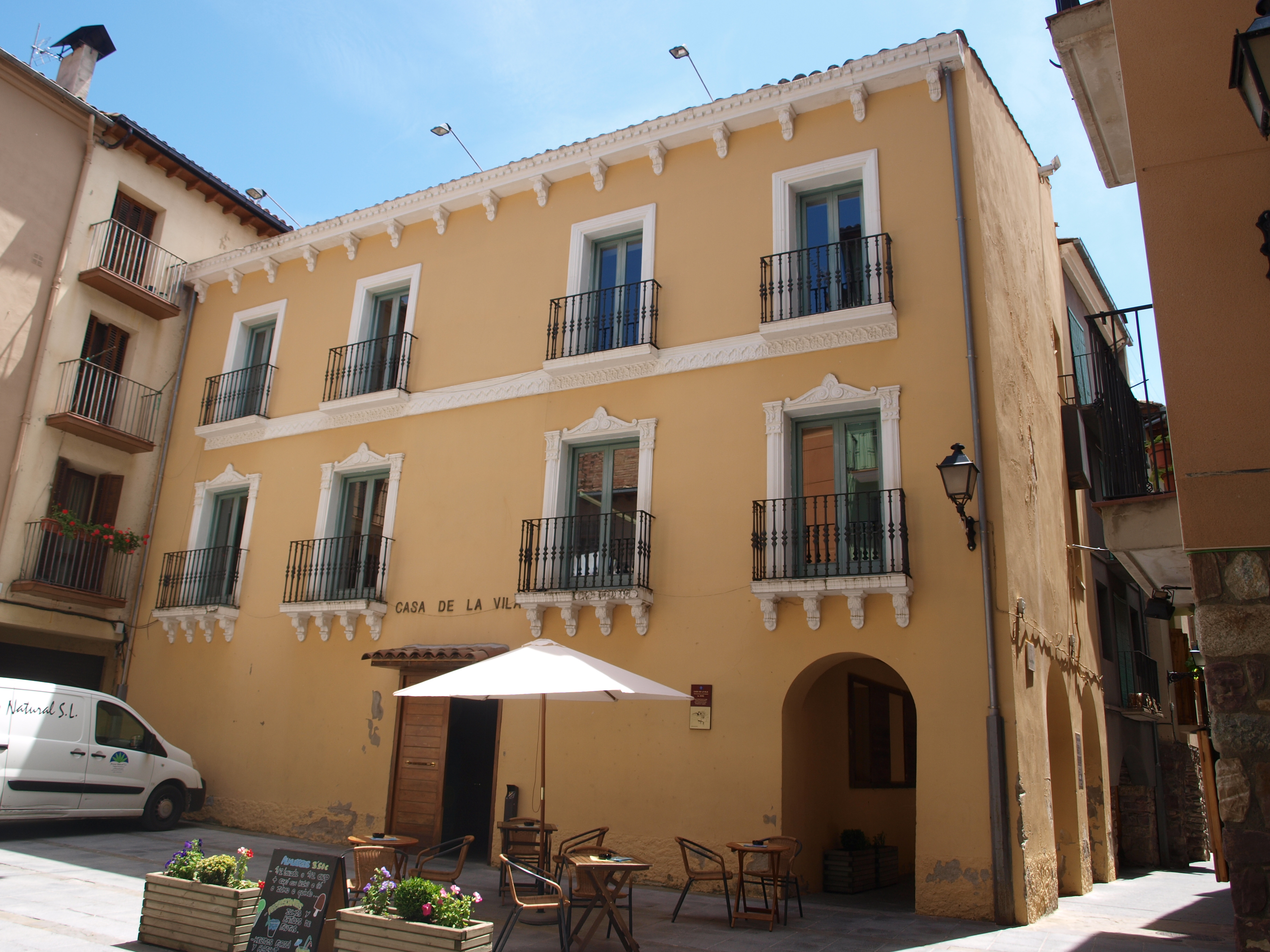
Ayuntamiento de Pont de Suert.

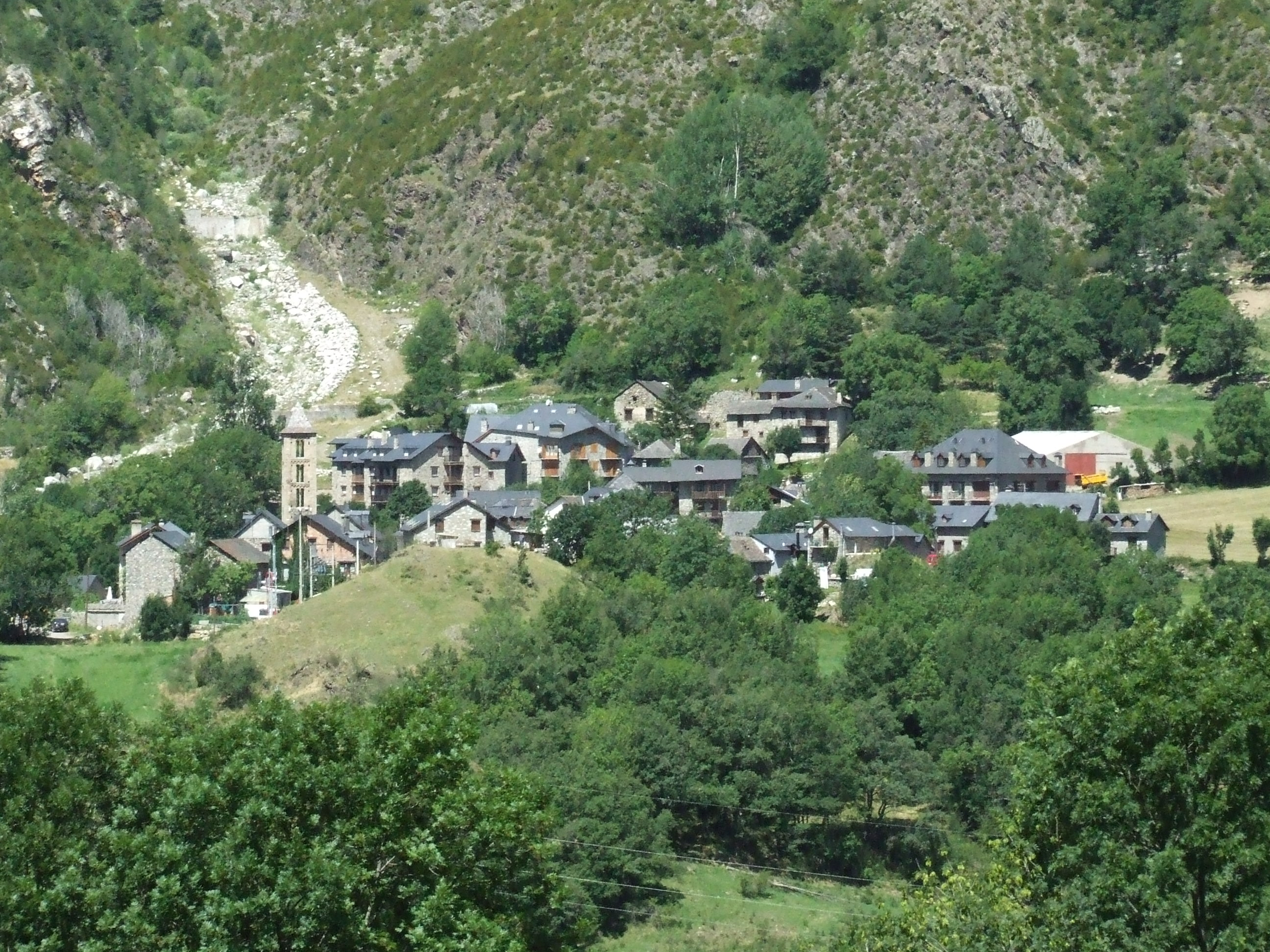
Erill la Vall.

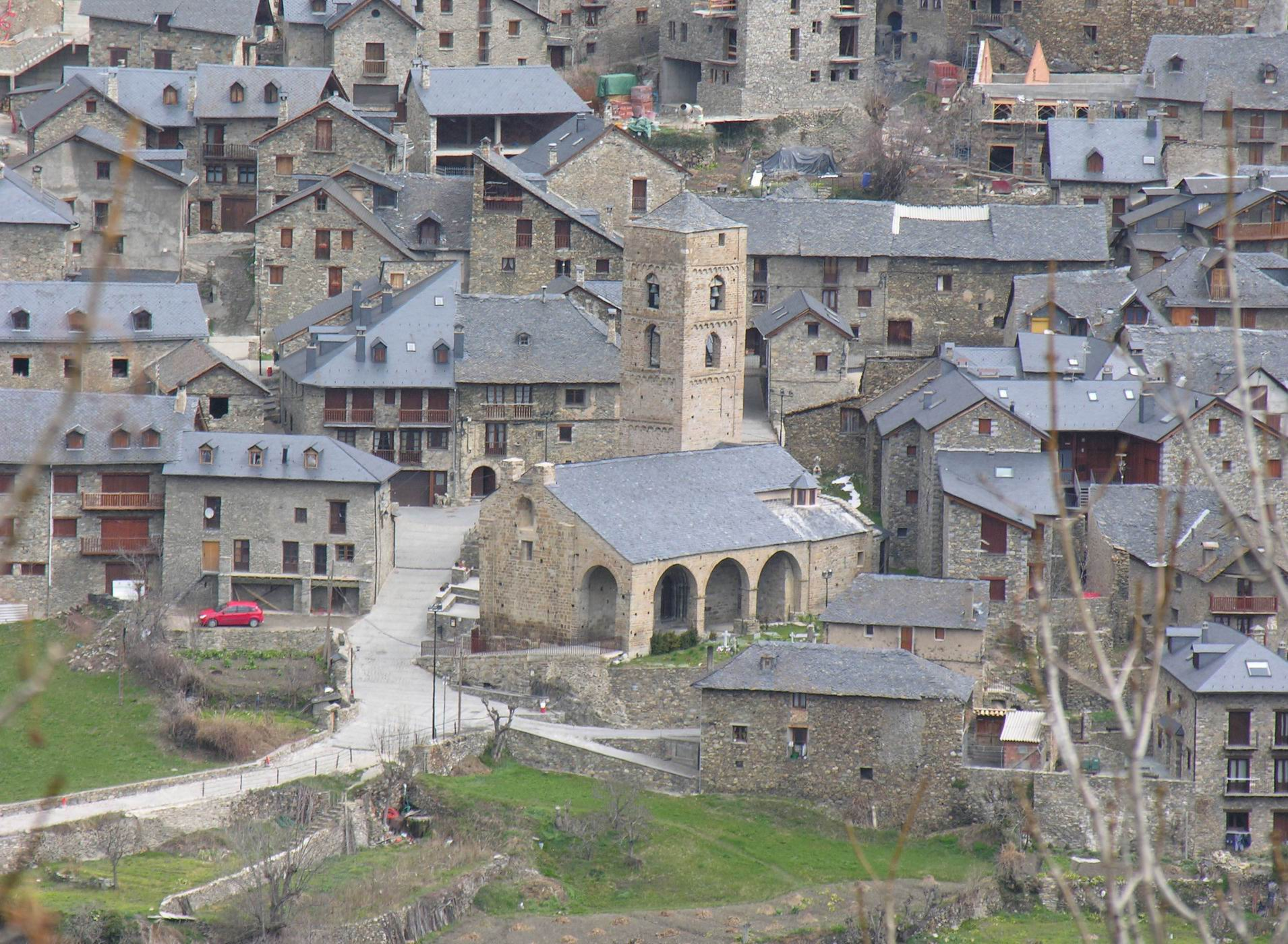
Durro.

- José Colodrero Ramírez (CiU). Consejero encargado de la Oficina del Consumidor. Concejal de Pont de Suert
- Joan Peralada Ramon (PSC-PM). Consejero. Alcalde de Valle de Bohí
- Joan Ramon Piqué i Badia (PSC-PM). Consejero vicepresidente segundo, encargado de Promoción Económica. Alcalde de Vilaller
- Esther Isús i Font (PSC-PM). Consejera vicepresidenta primera, encargada de Educación e Inmigración. Concejala de Valle de Bohí
- Miquel Solanes Guasch (PSC-PM). Consejero vicepresidente sexto. Concejal de Pont de Suert
- Josep Maria Rispa Pifarré (PSC-PM). Consejero encargado de Medio Ambiente. Concejal de Pont de Suert
- Albert Franco Quintana (PSC-PM). Consejero. Concejal de Vilaller
- Salvador Farré Juanmartí (PSC-PM). Consejero. Concejal de Vilaller
- Manel Marsol Fierro (PSC-PM). Consejero. Concejal de Valle de Bohí
- Mario Turrión Vega (PP). Consejero. Concejal de Pont de Suert
- Carlos Fantova Palacín (BpV). Consejero vicepresidente segundo, encargado de Agricultura y Ganadería. Concejal de Valle de Bohí

#### 2007-2011
Los siguientes son los miembros del Consejo Comarcal de la Alta Ribagorza para el periodo 2007-2011:
- Joan Perelada Ramon (PSC-PM), presidente y portavoz del PM. Representante del municipio de Valle de Bohí.
- Miquel Solanes Guasch (PSC-PM), consejero vicepresidente primero. Representante del municipio de Pont de Suert.
- Joan Ramon Piqué Badia (PSC-PM), consejero vicepresidente segundo. Representante del municipio de Vilaller.
- Esther Isús Font (PSC-PM), consejera. Representante del municipio de Valle de Bohí.
- Jordi Margalida Vaca (PSC-PM), consejero. Representante del municipio de Pont de Suert.
- Josep Mª Rispa Pifarré (PSC-PM), consejero. Representante del municipio de Pont de Suert.
- Manel Marsol Fierro (PSC-PM), consejero. Representante del municipio de Valle de Bohí.
- Albert Franco Quintana (PSC-PM), consejero. Representante del municipio de Vilaller.
- Salvador Farré Juanmartí (PSC-PM), consejero tesorero. Representante del municipio de Vilaller.
- Albert Alins Abat (CiU), consejero portavoz de CiU. Representante del municipio de Pont de Suert.
- Albert Cierco Fondevila (CiU), consejero. Representante del municipio de Pont de Suert.
- Anna Maria Jordana Fornons (CiU), consejera. Representante del municipio de Pont de Suert.
- Ignasi Foix Oña (CiU), consejero. Representante del municipio de Pont de Suert.
- Montserrat Arnés Nart (CiU), consejera. Representante del municipio de Pont de Suert.
- Xavier Alonso Villaverde (CiU), consejero. Representante del municipio de Pont de Suert.
- Josep Lluís Farrero Moyes (CiU), consejero. Representante del municipio de Valle de Bohí.
- Manel Pueyo Pinasa (CiU), consejero. Representante del municipio de Vilaller.
- Jaume Monsó Alòs (Esquerra-AM). Representante del municipio de Vilaller.
- Carlos Fantova Palacín (BV), consejero portavoz del BV. Representante del municipio de Valle de Bohí.

## Monumentos y lugares de interés
- Parque nacional de Aiguas Tortas y Lago de San Mauricio
- Iglesias románicas del Valle de Bohí
- Colección de Arte Sacro de Ribagorza, Pont de Suert
- La Fábrica, Pont de Suert